# Goldenes Kalb (Filmpreis)/Bestes Drehbuch
Das Goldene Kalb für das beste Drehbuch (Gouden Kalf voor het beste scenario) honoriert beim jährlich veranstalteten Niederländischen Filmfestival die beste Leistung eines Drehbuchautors in einem Wettbewerbsfilm. Die Auszeichnung wurde erstmals  im Jahr 1999 verliehen. Über die Vergabe des Preises stimmt eine Wettbewerbsjury ab.

## Preisträger
| Jahr | Preisträger                                   | Film                            | Deutscher Verleihtitel          |
| ---- | --------------------------------------------- | ------------------------------- | ------------------------------- |
| 1999 | Ger Poppelaars und Timo Veldkamp              | Missing Link                    | Missing Link                    |
| 2000 | Jean van de Velde und Simon de Waal           | Lek                             | Verrat in den eigenen Reihen    |
| 2001 | Lodewijk Crijns und Kim van Kooten            | Met grote blijdschap            |                                 |
| 2002 | Edwin de Vries                                | De ontdekking van de hemel      | Die Entdeckung des Himmels      |
| 2003 | Paul Jan Nelissen und Pieter Kuijpers         | Van God los                     | Godforsaken                     |
| 2004 | Mischa Alexander                              | Ellis in Glamourland            |                                 |
| 2005 | Tamara Bos                                    | Het Paard van Sinterklaas       | Ein Pferd für Winky             |
| 2006 | Alex van Warmerdam                            | Ober                            |                                 |
| 2007 | Peter Greenaway                               | Nightwatching                   |                                 |
| 2008 | Jan Eilander und Jolein Laarman               | Het zusje van Katia             |                                 |
| 2009 | Alex van Warmerdam                            | De laatste dagen van Emma Blank | Die letzten Tage der Emma Blank |
| 2010 | Helena van der Meulen                         | Joy                             |                                 |
| 2011 | Nanouk Leopold                                | Brownian Movement               |                                 |
| 2012 | Max Porcelijn                                 | Plan C                          |                                 |
| 2013 | Alex van Warmerdam                            | Borgman                         |                                 |
| 2014 | Anne Barnhoorn                                | Aanmodderfakker                 |                                 |
| 2015 | Gustaaf Peek                                  | Gluckauf                        |                                 |
| 2016 | Joost van Ginkel                              | The Paradise Suite              |                                 |
| 2017 | Jean van de Velde                             | Bram Fischer                    |                                 |
| 2018 | Jaap van Heusden und Jan Willem den Bok       | In Blue                         |                                 |
| 2019 | Jeroen van Scholten Aschat und Shady El-Hamus | De libi                         |                                 |